# كيف تصنع مريضا (كتاب)
كتاب كيف تصنع مريضا كتاب في علم النفس، من تأليف عالم النفس السلوكي جورج ويلز، وقام بترجمته إلى العربية الدكتور عبد العزيز علي. أعادت نشره دار الكواكب سنة 2004، وصدر في 352 صفحة من القطع الكبير.
يعرض المؤلف لتاريخ غسيل الدماغ وأنواعهِ المتعددة ويعرض لعمليات العصاب التجريبي وتطبيقاته المختلفة على الإنسان حتى يصل بنا إلى الشرح التفصيلي لأكثر من عشرين تقنية مختلفة من تقنيات غسيل الدماغ وطرق وأساليب الإمراض النفسية للأسوياء والتي منها التنافر المعرفي، والذبذبة العصبية، والإبدال المعرفي، والتشفير العميق، والتقطيع الإدراكي، والتشويش الإدراكي، والدمج بين المتقابلات، والتحويل بإعادة الجذب وغيرها من التقنيات النفسية.
الكتاب شديد التعقيد وصعب الفهم حتى على المتخصصين في علم النفس، ويحتوي على ثلاث وعشرين تقنية من تقنيات صناعة المرض العقلي للأسوياء، بعض هذه التقنيات هي نفسها تقنيات للعلاج النفسي ولكنها تستعمل بشكل عكسي، والبعض الآخر منها يعتبر من أنواع غسيل المخ.
يفتتح المؤلف كتابه بالحديث عن تاريخ ما عرف باسم غسيل المخ، ومارسته بعض الدول ضد أسرى خصومها في الحروب، ثم يتحدث عما اصطلح عالم النفس الروسي إيفان بافلوف على تسميته بالعصاب التجريبي، وكيف يمكن تطبيقه على الإنسان بعد أن كان يمارس في معامل علم النفس على الحيوانات، ثم يشرح المؤلف جورج ويلز بعض التقنيات الحديثة المستخدمة لإصابة الأسوياء بالمرض النفسي، فيذكر تقنيات مثل: الذبذبة العصبية والتنافر المعرفي والإبدال المعرفي والإقحام المعرفي والتشفير العميق والتشفير بالنموذج والتقطيع الإدراكي والتشويش الإدراكي والتشويه الإدراكي الأحادي والعزل الحسي وغيرها من التقنيات التي بعضها شديد التعقيد أو غامض في شرح خطواتهِ.

## التقنيات المستخدمة في الكتاب
- التنافر المعرفي.
- الإبدال المعرفي.
- الإقحام المعرفي.
- التقطيع الإدراكي.
- التشويش الإدراكي.
- التشويه الإدراكي الأحادي.
- التشويه الإدراكي التقابلي.
- التشويه الإدراكي المركب.
- العزل الحسي.
- الذبذبة العصبية.
- التشفير العميق.
- التشفير بالنموذج.
- الدمج بين المتقابلات.
- التحويل بإعادة الجذب.
- التحويل بعزل الوصلات.
- توجيه نقطة الانصهار.
- التعمية بالمحاكاة.
- التعمية بحشد الدلالات.
- تكوين النموذج إحادي القطب.
- تكوين النموذج متعدد الأقطاب.
- التكثيف الانفعالي.
- التدمير الانفعالي.
- توحيد منابع الأعراض.

## مواضيع ذات علاقة
- غسيل دماغ
- كتاب المتلاعبون بالعقول
- حرب نفسية
- تلاعب نفسي